# (1412) Lagrula
(1412) Lagrula ist ein Asteroid des Hauptgürtels, der am 19. Januar 1937 vom französischen Astronomen Louis Boyer in Algier entdeckt wurde.
Der Name des Asteroiden ist von dem französischen Astronomen Joanny-Philippe Lagrula abgeleitet, der zu jener Zeit Direktor des Algier Observatoriums war.